# Krizz Kaliko
Krizz Kaliko (* 7. März 1974 in Kansas City, Missouri; bürgerlich Samuel William Christopher Watson) ist ein US-amerikanischer Rapper und Sänger. Er steht bei dem Independent-Label Strange Music unter Vertrag.

## Werdegang
Watson wurde in Kansas City geboren. Im Alter von zwei Jahren erkrankte er an der Hauterkrankung Vitiligo. 1989 starb zunächst sein Vater an einer Krebserkrankung, später wurde seine Schwester im Zuge eines Autounfalls schwer verletzt. Dadurch übernahm er ab dem Alter von 16 Jahren die Rolle des Ernährers der Familie. Neben Depressionen wurde bei ihm später auch eine bipolare Störung festgestellt. Nach der Beendigung einer Beziehung stand Watson nach eigener Aussage kurz vor der Entscheidung, sich selbst zu töten.
Nachdem Watson bereits als Kind im Kirchenchor gesungen hatte, begann er im Alter von 25 Jahren Hip-Hop-Musik aufzunehmen. Durch den Kontakt zum Produzenten Icy Rock konnte er seine Songs aufnehmen und lernte über diesen den Rapper Tech N9ne kennen. Krizz Kaliko begann daraufhin häufiger mit Tech N9ne zusammenzuarbeiten. Schließlich erhielt er einen Künstlervertrag bei Tech N9nes Label Strange Music. Neben eigenen Aufnahmen fungierte Kaliko seitdem als Back-Up-Rapper bei Live-Auftritten von Tech N9ne.
Im Jahr 2005 heiratete Watson seine ehemalige Lebensgefährtin, durch deren Trennung er einige Jahre zuvor kurz vor einem Suizid gestanden hatte. Krizz Kalikos erstes Album erschien im Mai 2008 unter dem Titel Vitiligo über Strange Music. Auf diesem behandelt er unter anderem seine Erkrankungen. Ein Jahr später veröffentlichte er sein zweites Album Genius.

## Rezeption
Die E-Zine Laut.de erklärte, Kalikos Leben liefere „mehr als genug bizarren Stoff für eine lange Künstlerkarriere.“ Im Falle des Rappers gesellen sich zu „Stil und Skills“ die Fähigkeit, „seine Geschichten […] und seine Geschichte […] in fesselnde Worte zu packen.“

## Diskografie
Alben
- 2008: Vitiligo
- 2009: Genius
- 2010: Shock Treatment
- 2012: Kickin’ and Screamin’
- 2013: Son of Sam
- 2016: Go

EPs
- 2011: S.I.C.
- 2012: Neh’mind

Singles
- 2020: Creature (Jelly Role feat. Tech N9ne & Krizz Kaliko, US: Platin)[3]